# Sentier de grande randonnée 533
Le sentier de grande randonnée 533 (GR 533) parcourt le  Massif des Vosges sur son versant lorrain jusqu’au col du Luthier avant de poursuivre vers les Vosges comtoises. Il commence à Sarrebourg en Lorraine mosellane pour se terminer à Évette-Salbert dans le pays de Belfort. Son balisage est un rectangle vert foncé.
Le GR 533 traverse la partie occidentale du  Parc naturel régional des Ballons des Vosges. Il ne traverse qu’une seule fois les crêtes au pied du Ballon de Servance.

## Description

### Repères géographiques
Les plus hauts sommets du GR 533 sont :
- la Roche des Bioquets 1 091 m ;
- la Chaume de Grouvelin  1 069 m ;
- la Chaume Francis 1 014 m ;
- Forgoutte 1 009 m ;
- la Tête d’Osseux 908 m ;
- la Roche du Hoff 902 m ;

Le GR 533 longe ou croise les vallées ou vallons suivants du nord au sud :
- de la Sarre ;
- de la Bièvre ;
- de la Plaine ;
- du Rabodeau ;
- de la Meurthe ;
- de la Vologne ;
- du Chajoux ;
- de la Moselotte ;
- de la Moselle.

Les principaux massifs traversés sont ceux :
- du Donon ;
- du Kemberg ;
- du Grand Ventron ;
- du Ballon de Servance.

Les lieux stratégiques d’intersection entre d’autres sentiers GR et le GR533 sont :
- Niderhoff avec le GR5 ;
- Col du Luthier avec le GR7.

On dénombre environ onze ascensions, dont 5 en dessous de 300 m de dénivelé et les autres autour de 450 m. Il y a entre autres les montées à la Roche de Hoff, à la chaume Fonie, à la Roche des Bioquets, au Forgoutte ou au col du Luthier.

### Intérêt géographique, historique et gastronomique
Le GR 533 permet la découverte des Basses et Hautes Vosges ; le randonneur découvre ainsi les faciès très typés de ces massifs dont la roche-mère marque très sensiblement les paysages et la forme des vallées.
Le massif du Donon se caractérise à l’œil nu par le grès vosgien, le massif vosgien cumule les vallées en V qui explique les nombreux rochers que les randonneurs longent pendant la marche. Le fort taux de boisement et la très faible densité de population de cette région font que le marcheur peut se retrouver finalement assez longtemps dans le calme des forêts de sapins à hêtres sans rencontrer beaucoup de monde. Les distances entre agglomérations sont grandes ; entre Niderhoff et Saint-Dié-des-Vosges, le sentier ne passe que par de rares écarts sur environ 60 km de distance. Au-dessus de 500 m, le sapin pectiné redevient endémique et les forêts mixtes sont à l’avantage des conifères. L’impression globale de vallées entaillées avec des pentes raides et rocheuses domine sur ce tronçon de la randonnée.

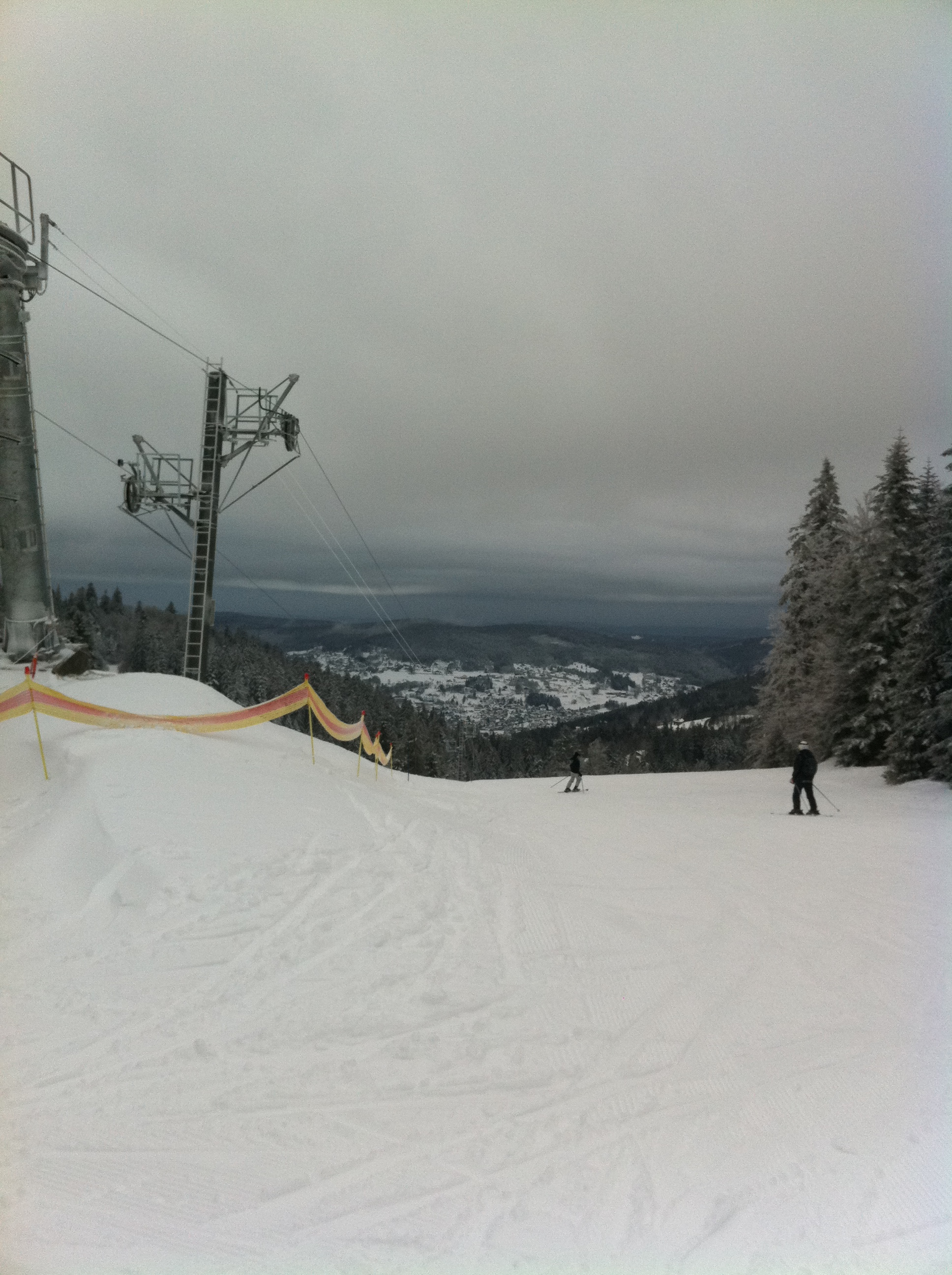
Sommet du téléski, Tête de la Chaume Francis

Les Hautes-Vosges cristallines se caractérisent par un paysage plus ouvert dû aux vallées en auge,. De même, l’altitude plus élevée donne à ce sentier de nombreux points de vue.
La randonnée permet de découvrir l’estive et les alpages des chaumes avec de nombreuses fermes-auberges.
Le marcheur ne pourra pas se rendre compte de la dichotomie géologique du massif vosgien en parcourant ce sentier : il se trouvera en permanence à l’ouest où  l’altitude augmente insensiblement vers les crêtes ; à l’est de la ligne sommitale, la faille du fossé rhénan a provoqué des versants abrupts et rocailleux. Pour compléter la découverte du massif vosgien côté oriental, il faudrait idéalement parcourir aussi le GR 5.
À l’exception du pays de Sarrebourg qui se trouve sur la limite des langues germano- romanes, côté francique rhénan, tout le parcours du GR 533 se trouve dans la zone romane, autrefois de patois lorrain. Une infime partie sur Lorquin appartient au lorrain de Seille-et étangs  et la partie à l’extrême sud fait partie du domaine franc-comtois. Entre les deux, on est dans l’ancienne aire vosgienne avec le vosgien de la montagne et celui des Vosges granitiques. Quelques tables patoisantes non loin du sentier subsistent dans la partie méridionale, par exemple à Fresse-sur-Moselle.
D’un point de vue historique, le sentier GR 533 permet de passer dans d’anciens états du Saint-Empire romain germanique comme le duché de Lorraine, la Principauté de Salm-Salm et la Franche-Comté. Son caractère historique n’est pas aussi prononcé que dans d’autres GR car il traverse des espaces autrefois moins peuplés aux confins de la Lorraine. En revanche, il donne un bon aperçu des chaumes du massif vosgien. Le sentier traverse, en effet, d’anciennes chaumes secondaires reconquises par la forêt ou d’autres primaires abandonnées depuis plus d’un siècle. Avec la chaume Francis ou celle du Grouvelin, le randonneur peut observer la reconversion des pelouses subalpines vosgiennes en pistes de ski.
En s'arrêtant dans les fermes-auberges, les randonneurs liront sur les cartes des plats vosgiens qui compléteront le profil global de ce sentier de grande randonnée essentiellement lorrain:
- la quiche ;
- les kneffes ;
- les tofailles ;
- le munster-géromé ;
- la potée ;
- la tarte aux brimbelles (tarte aux  myrtilles en patois vosgien) ;
- les beignets râpés ;
- la fiouse.

## Itinéraire

### De la vallée de la Sarre à la vallée de la Plaine

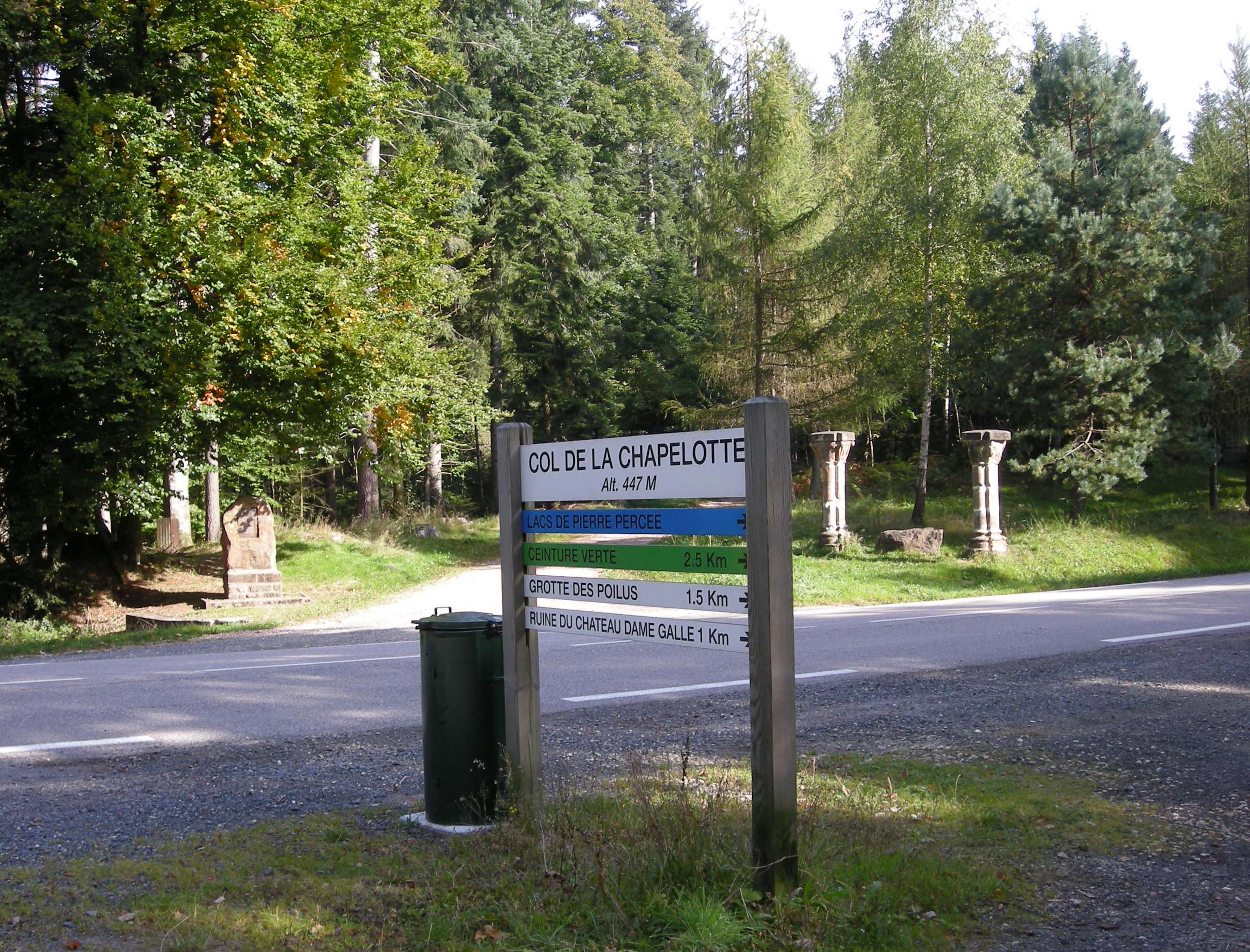
Col de la Chapelotte.

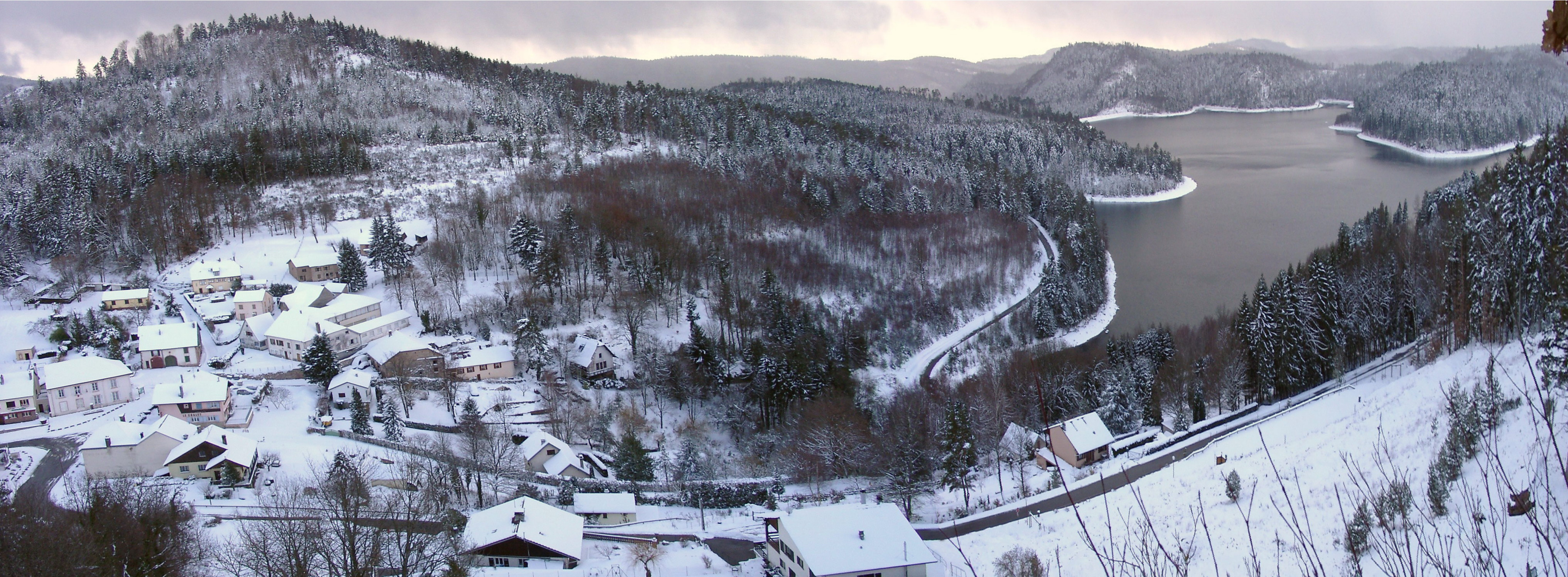
Pierre-Percée et son lac en hiver.

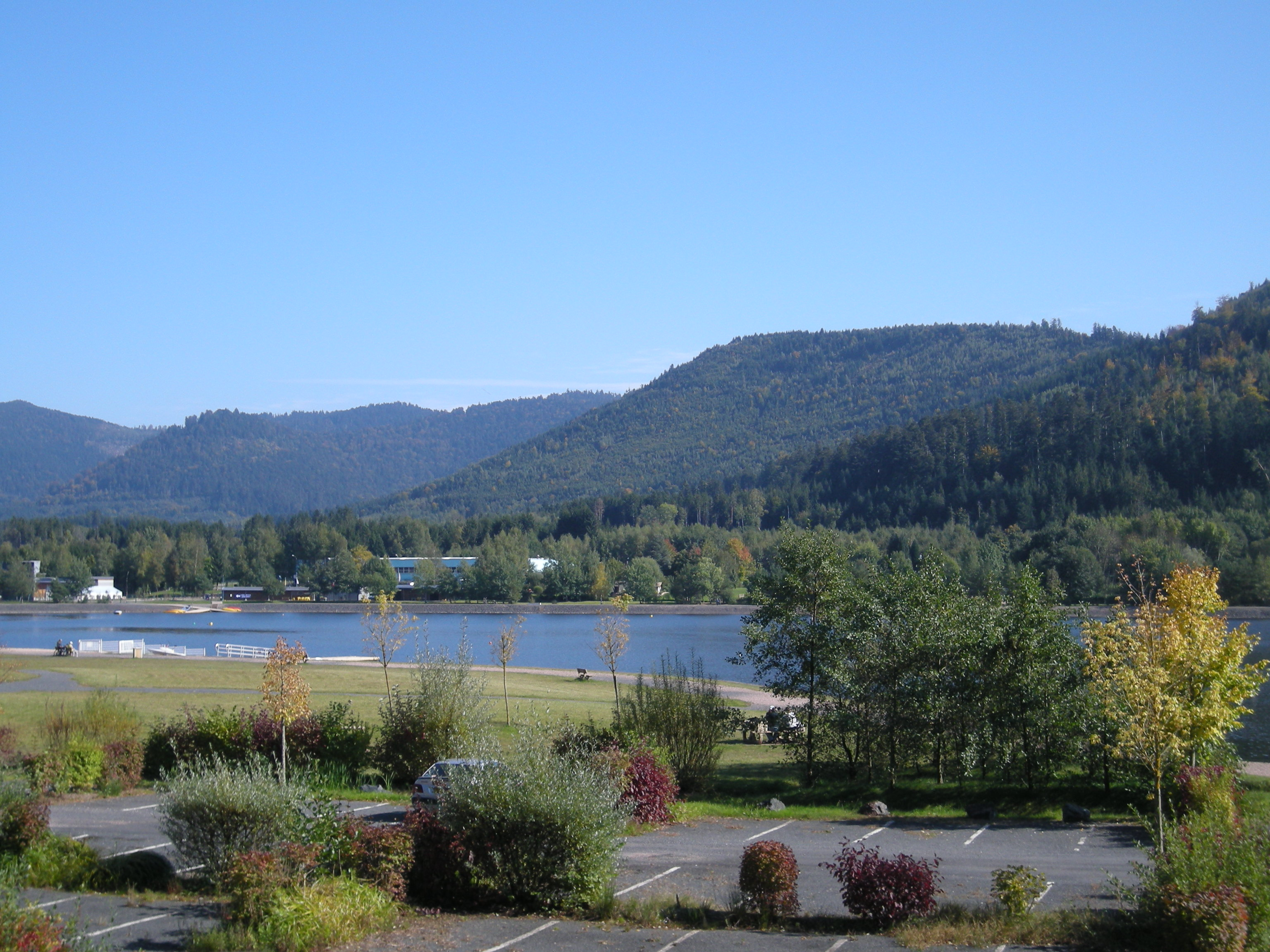
Lac de la Plaine.

Sarrebourg 246 m
 Hesse 283 m
 Hermelange 269 m
 Lorquin 279 m
 Laneuveville-lès-Lorquin 332 m
 Niderhoff 281 m
 Métairies-Saint-Quirin 317 m
 Dame Goutte 320 m
 Saussenrupt 323 m
 Croix Collin 410 m
 Norroy 310 m
 Saint-Sauveur 430 m
 La Basse Scie  367 m
 Col de la Chapelotte 446 m
  Pierre-Percée 495 m
 Celles-sur-Plaine 315 m

### De Celles-sur-Plaine au col du Plafond

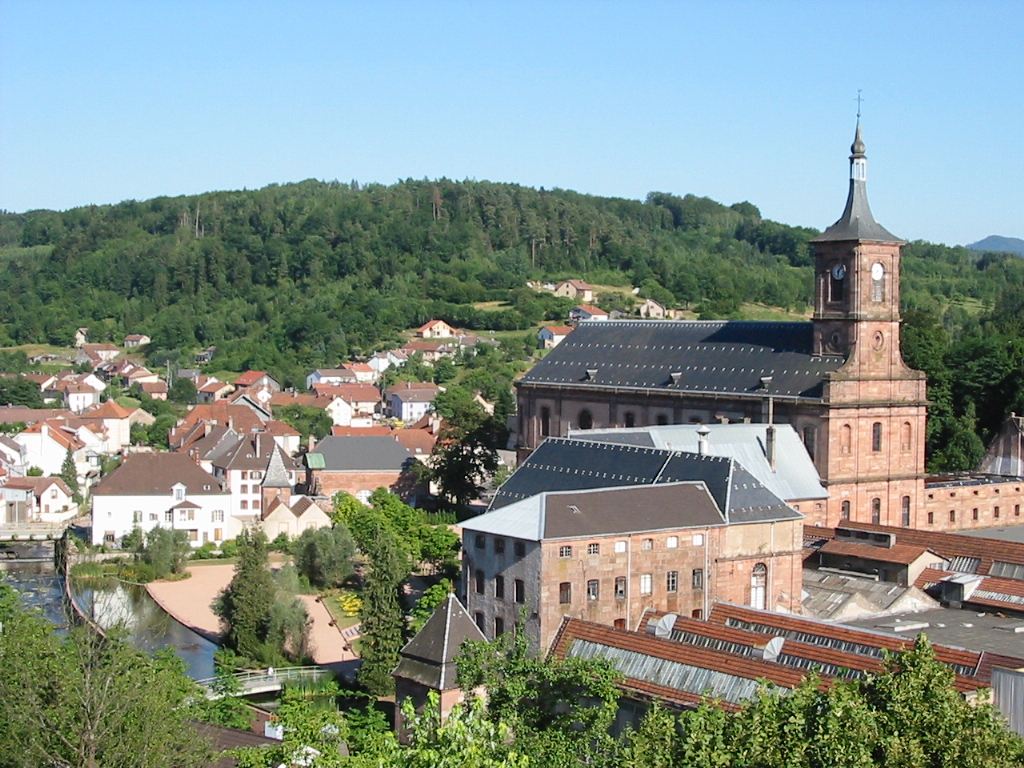
Moyenmoutier.

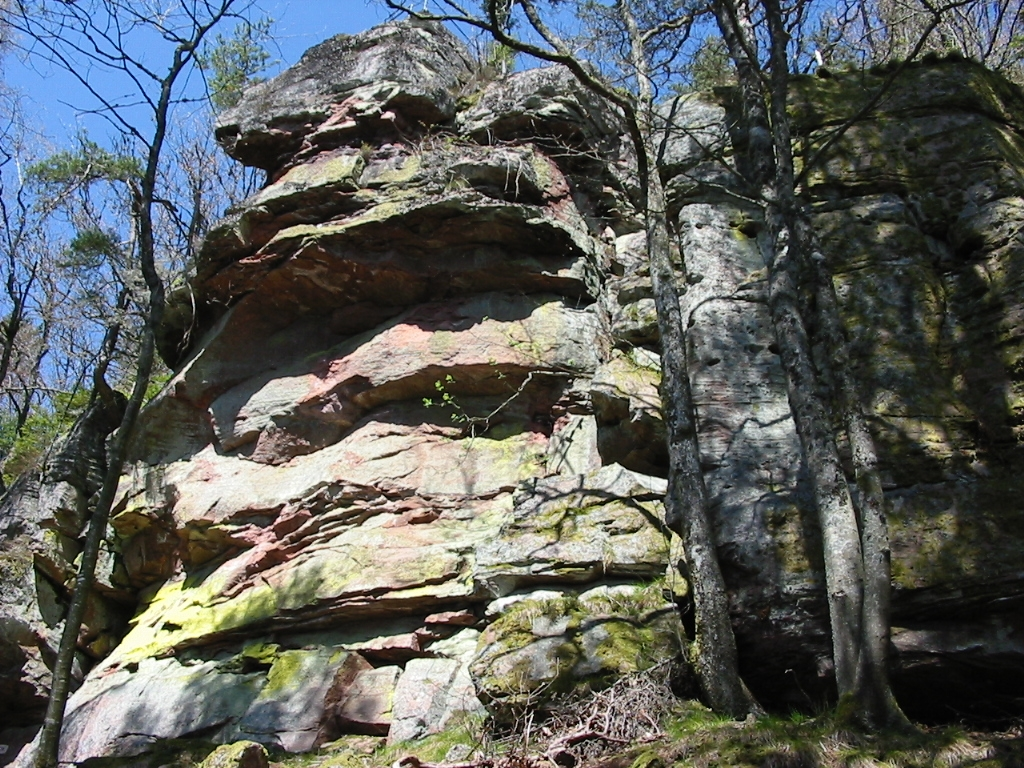
Roche d’Anozel.

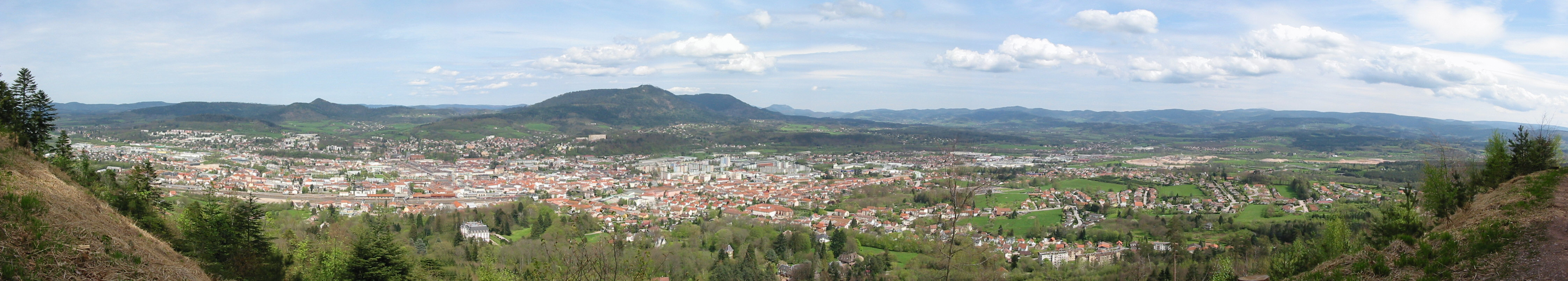
Saint-Dié-des-Vosges.

Col Ferry 746 m
 Col du Dialtrepoix 670 m
 Croix de Malfosse 593 m
 Haute-Pierre 572 m
 Moyenmoutier 330 m
 Hurbache 331 m
 Hébémont 460 m
 Col des Raids 529 m
 Roche du Hoff 902 m
 Saint-Dié-des-Vosges 360 m
 Côte et Roche Saint-Martin 716 m
 Rocher d’Anozel 711 m
 Col d'Anozel 448 m
 Kemberg- Longchamp 464 m
 Carrefour de la Vierge 663 m
 Col du Plafond 620 m

### Du col du Plafond à La Bresse

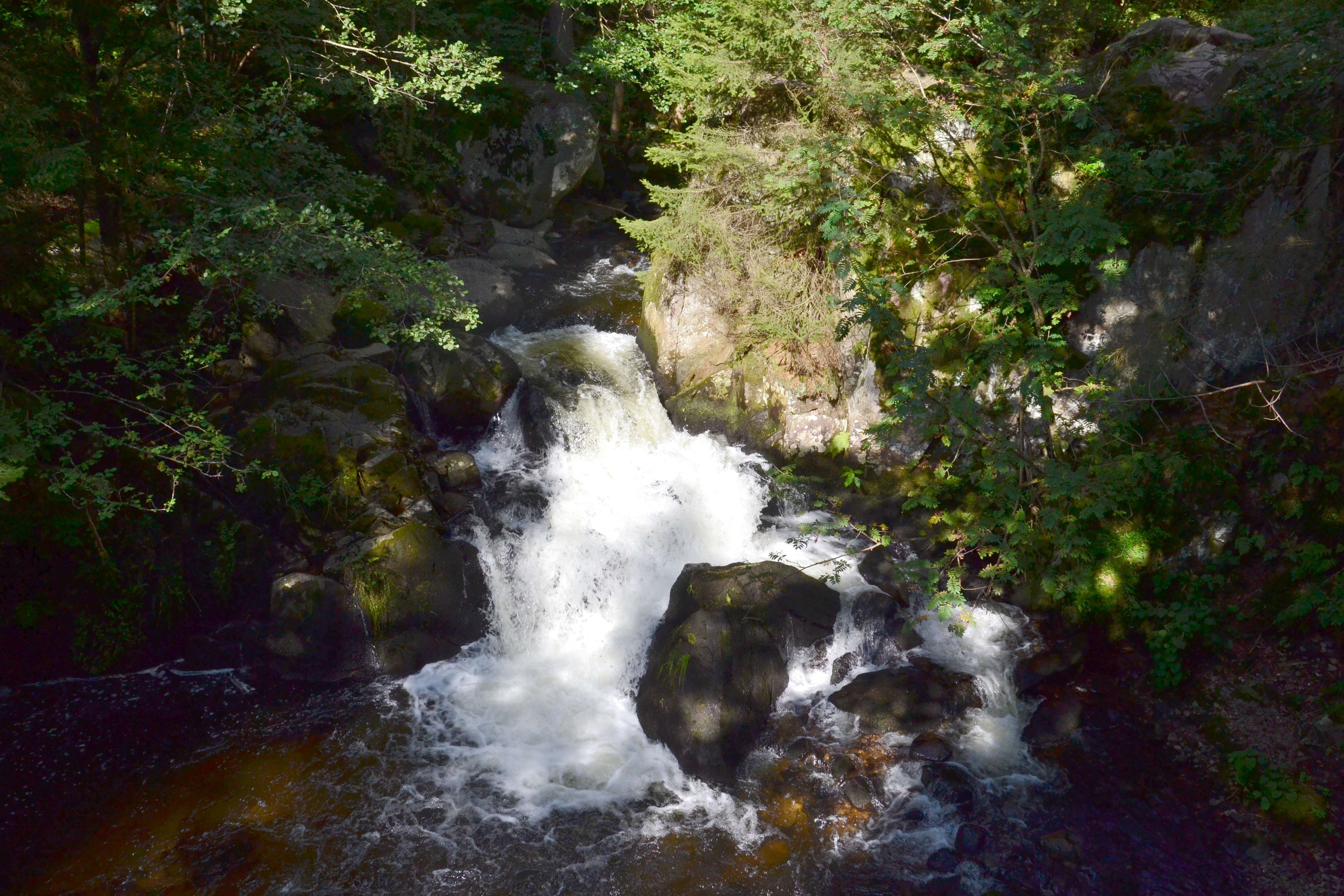
Saut des Cuves.

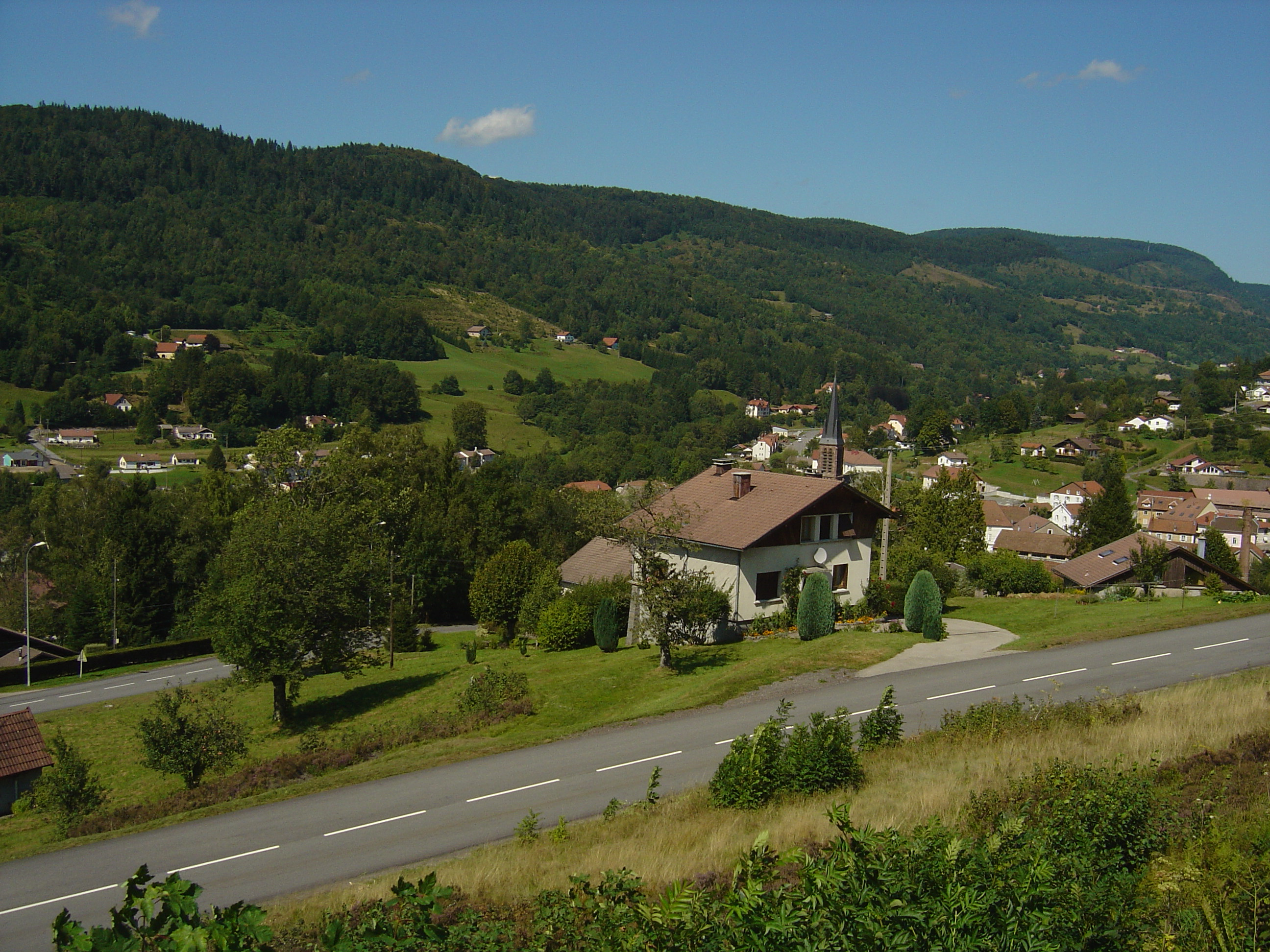
Saint-Maurice-sur-Moselle.

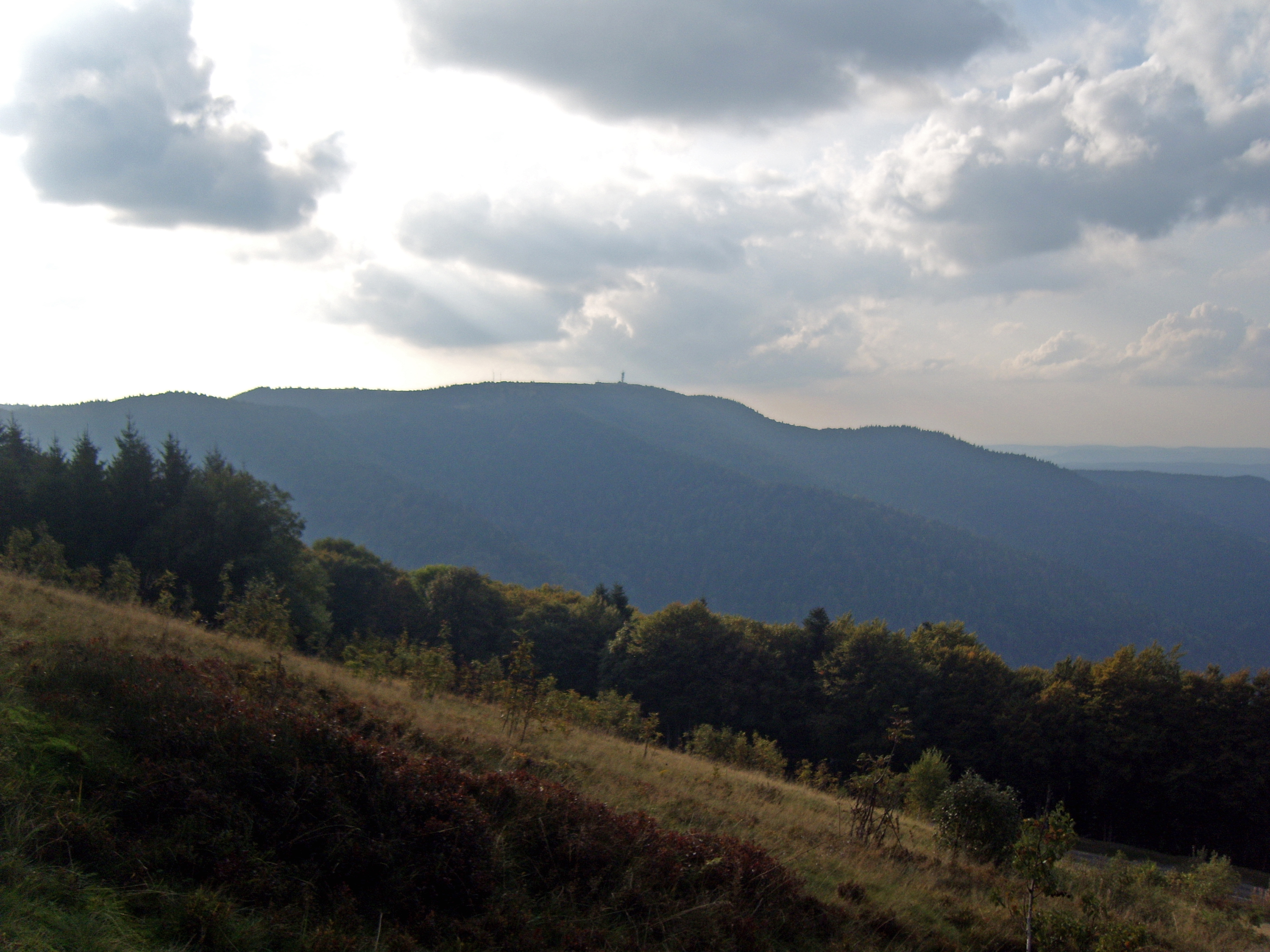
Massif de la Servance vu du Ballon d’Alsace.

Tête d’Osseux  908 m
  Carrefour de Harfontaine 848 m Abri du CV
 Chaume Fonie 984 m
  La Roche des Bruyères 950 m
 Saut des Cuves 691 m Xonrupt-Longemer
 Saint-Jacques du Barat  1 001 m Abri du CV
  Chaume Francis 1 014 m
 Chaume Hautes Vannes 981 m
  Roche des Bioquets 1 091 m
 Chaume de Grouvelin 1 069 m
 Lac de Lispach 909 m
  Les Champis 1 168 m  Abri du CV
 Collet de l’Étang 1 098 m Abri du CV
 La Bresse 656 m

### De La Bresse à Évette-Salbert

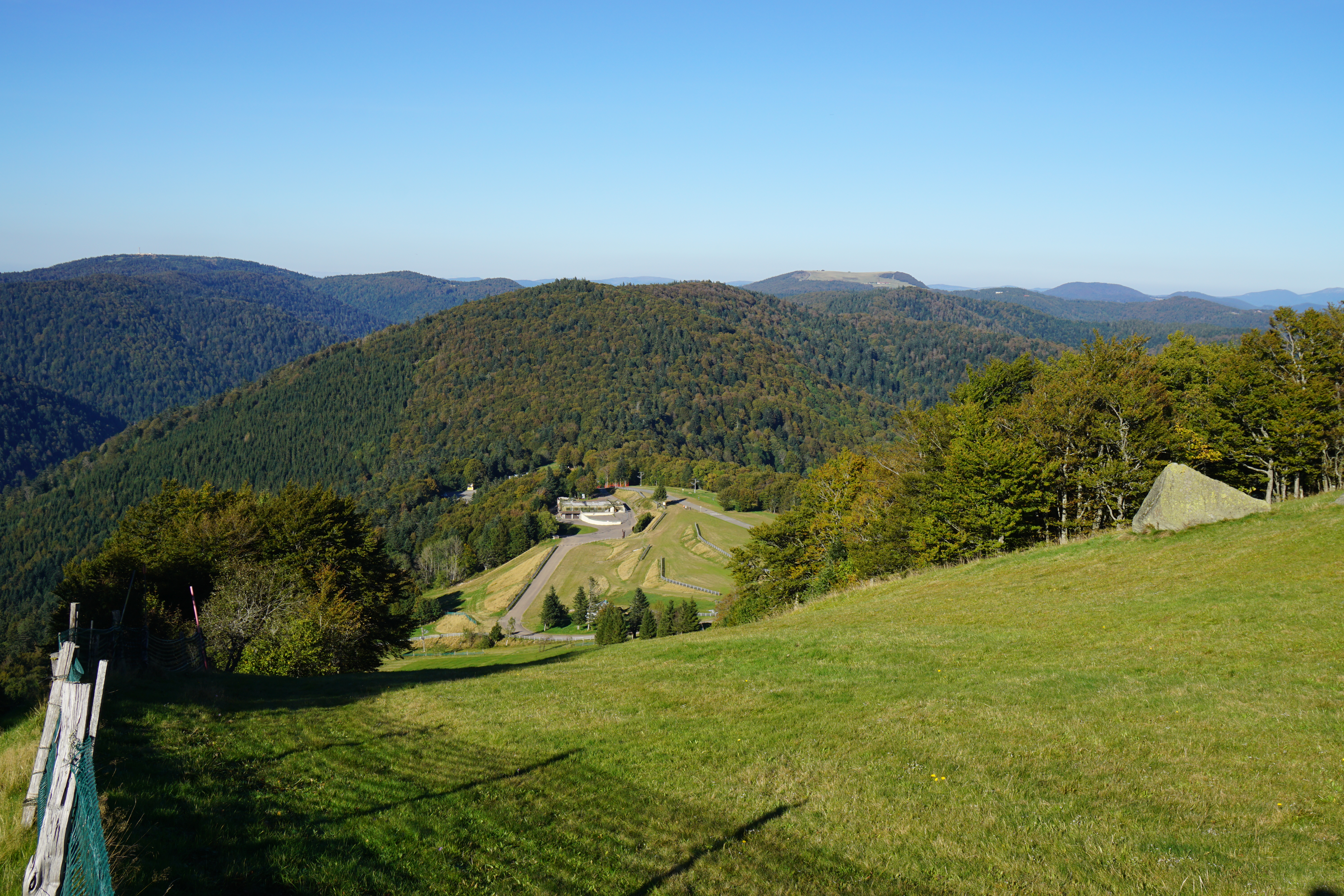
Planche des Belles Filles (70).

Lac des Corbeaux 887 m
  Collet Mansuy 1 057 m
 Col du Brabant 878 m
 Cornimont 523 m
 Le Daval 621 m
 Forgoutte 1 009 m
 Larcenaire 822 m
 Croix de Fresse 879 m
 Tête du Tertre 707 m
 Saint-Maurice-sur-Moselle 561 m
 Étang de Presles 562 m
 Col du Luthier 1 104 m
 La Planche des Belles Filles
 Évette-Salbert (90)